# 联和站
联和站是佛山地铁3号线的一个车站，位于中国广东省佛山市南海区桂丹路与联和大道交叉路口处。
本站于2024年8月23日随启用。因目前3号线需要分段运行，本站也作为“联和至佛山大学”一段的南端终点站。

## 车站结构

### 车站楼层

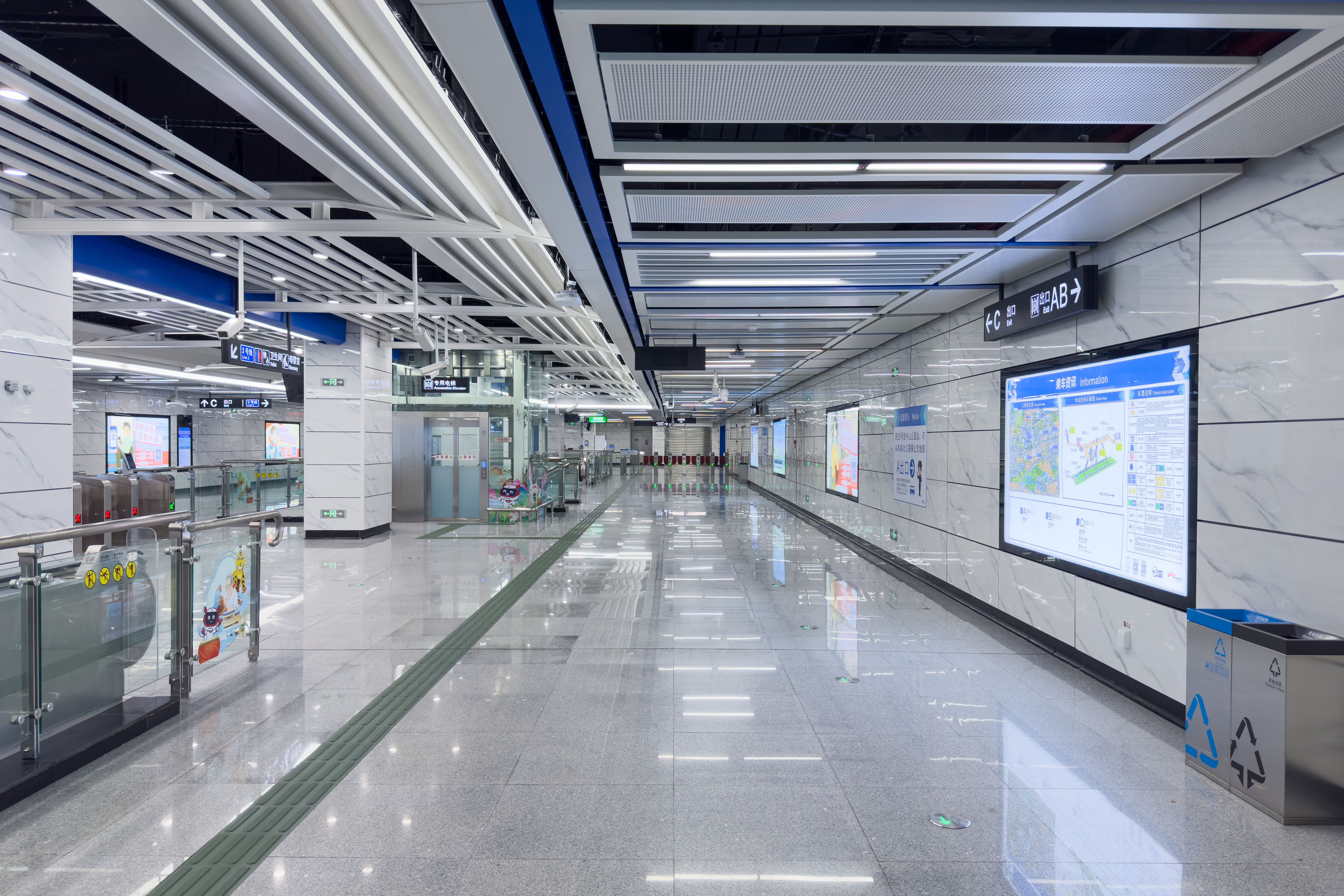
站厅

本站为地下二层岛式车站，全长486.3m，标准段宽19.7m，为3号线第二大车站。
| 地下一层 | 站厅     | 售票机、客服中心、商店、警务室、安检设施 |  |  |
| 地下二层 | 1 站台   | █3号线 佛山大学方向（下站：孝德东）      |  |  |
|          | 岛式站台 |                                          |  |  |
|          | 2 站台   | █3号线 终点站台                          |  |  |

### 站线
本站设有一个岛式站台，位于联和大道的地底。
另外，本站南端设有一组双存车线，3号线分为南北两段运行期间，从佛山大学站开出的列车均通过该存车线折返，並以本站为北段南端的终点站。

### 出入口
本站设有A、B、C、D四个出入口，分布于联和大道东西两侧。车站启用初期，仅A、B、C三个出入口开放。
|                                           |                                                       |      |          | |
| 編號                                      | 设施                                                  | 照片 | 出口指示 | 建議前往的目的地 |
| A                                         | 盲道标志 · 扶手电梯标志                               |      | 桂丹路   | 地铁联和站公交车站（东行）、凤林村公交车站（东行） |
| B                                         | 盲道标志 · 无障碍通道标志 · 升降机标志 · 扶手电梯标志 |      | 桂丹路   | 乐安街公交车站（东行）、沥口村公交车站（东行） |
| C                                         | 盲道标志 · 扶手电梯标志                               |      | 桂丹路   | 联合大道、罗村一中、地铁联合站公交车站（西行）、乐安街公交车站（西行）、沥口村公交车站（西行）、联合大道公交车站、凤林村公交车站（西行）、嘉禾新城公交车站（西行） |
| 註： 設有 \| 設有 \| 設有 \| 設有扶手電梯 |                                                       |      |          | |

## 历史
本站在规划和施工阶段被称为桂丹路站，2022年定名为联和站。
本站于2017年8月9日起围蔽桂丹路施工，2018年11月25日开挖基坑，2020年6月23日实现主体结构封顶。
2024年8月23日，本站随3号线“联和至佛山大学”段开通而启用。